# Tony Scott
Tony Scott (21. června 1944 North Shields, Anglie – 19. srpna 2012 Los Angeles, Kalifornie, USA) byl britský filmový režisér a producent. Mezi jeho filmy patří například Top Gun, Policajt v Beverly Hills II, Poslední skaut a Déjà Vu.
Jeho bratrem je režisér Ridley Scott, manželkou herečka Donna Scott.
V srpnu 2012 spáchal sebevraždu skokem z mostu. Důvodem jeho rozhodnutí ukončit svůj život mohl být neoperovatelný nádor na mozku.

## Filmografie
| Rok  | Název                       |
| ---- | --------------------------- |
| 1983 | Hlad                        |
| 1986 | Top Gun                     |
| 1987 | Policajt v Beverly Hills II |
| 1990 | Pomsta                      |
| 1990 | Bouřlivé dny                |
| 1991 | Poslední skaut              |
| 1993 | Pravdivá romance            |
| 1995 | Krvavý příliv               |
| 1996 | Fanatik                     |
| 1998 | Nepřítel státu              |
| 2001 | Spy Game                    |
| 2004 | Muž v ohni                  |
| 2005 | Domino                      |
| 2006 | Déjà Vu                     |
| 2009 | Únos vlaku 1 2 3            |
| 2010 | Nezastavitelný              |